# إبراهيم أبو طوق
إبراهيم أبو طوق (1958-) هو فنان وخطاط فلسطيني، ولد في عمان. حصل على درجة الدبلوم في الهندسة المعمارية من وادي السير عام 1977، بالإضافة إلى دراسات في فنون الموسيقى والخط العربي. عمل في مجال الهندسة المعمارية في عدة شركات ومؤسسات، ثم انتقل إلى السعودية حيث شغل منصب رئيس قسم التصميم في إحدى مطابع الدمام. عاد إلى الأردن في أوائل التسعينيات وعمل مديراً تنفيذياً في عدة مطابع. تأججت محبة إبراهيم أبو طوق لفن الخط العربي في بداية التسعينيات، وكانت سنة 2002 هي نقطة الانطلاقة حيث شارك في العديد من المعارض الفنية.

## أسلوبه الفني
بدأ إبراهيم أبو طوق دراسة الموروث الفني العربي من فنون العمارة والفنون التشكيلية وفنون الموسيقى والخط العربي، وقام بتفكيك الموروث الخطي وإعادة تركيبه، كما اخترع خطاً عربياً جديداً يُدعى "خط البتراء"، الذي يعتمد على أنماط هندسية بحتة ليعطي اللوحة الفنية تناسقاً في أشكالها وألوانها. تتجسد الحروف في شكل كتل بنائية هندسية وفق مقاييس وخلفيات استطلاعية، مما يعطي النص صوتاً يعبر عن زمانه ومكانه، مما يعكس النضج والتطويع في تجربته مع الخط العربي وفلسفة الجمال في أعماله.

## معارضه الفردية
أقام إبراهيم أبو طوق عدة معارض فردية، منها:
1. معرض في فندق حياة عمان،2003.
2. معرض في المركز الثقافي الفرنسي، عمان 2007.
3. معرض موسيقى الحرف وفلسفة اللون في المكتبة الوطنية، الأردن 2017.

## معارضه الجماعية
شارك إبراهيم أبو طوق في العديد من المعارض الجماعية، منها:
1. معرض الخط العربي في الظهران، 2010.
2. معرض تسونامي الحرف، معرض رؤى عمان 2014.
3. معرض العرب الدولي الرابع للفنون التشكيلية، إنجاز للفنون التشكيلية، رابطة الكتاب الأردنيين2017.

## جوائزه
حاز إبراهيم أبو طوق على عدة جوائز تقديرية، منها:
1. جائزة معرض دبي الدولي لعام 2009.
2. جائزة البردي في الإمارات العربية المتحدة لثلاث سنوات (2008-2009-2011).
3. جائزة ملك الشارقة الدولية لعام 2010.
4. جائزة أرامكو في المملكة العربية السعودية لعام 2010.
5. جائزة تلمسان في الجزائر لعام 2011.